# Estação Jardim Oceânico / Barra da Tijuca
A Estação Jardim Oceânico / Barra da Tijuca é a última estação da linha 4 do metrô do Rio de Janeiro no sentido Zona Oeste. Localizada sob a avenida Armando Lombardi, no início do bairro da Barra da Tijuca, no sub-bairro que lhe dá nome, foi a primeira estação de metrô na zona oeste da cidade. Foi inaugurada, em conjunto com as outras quatro estações construídas como parte da linha 4, em 5 de agosto de 2016, na abertura das Olimpíadas em uma viagem inaugural exclusivamente para a “família olímpica”, que reuniu os atletas, colaboradores e público das competições.
Em agosto de 2022, a estação foi renomeada de "Jardim Oceânico" para "Jardim Oceânico / Barra da Tijuca", ocasião em que as estações ganharam sufixos com os nomes dos bairros em que se localizam.
Possui integração com o BRT.

## Controvérsias
Pelo projeto da linha 4, a estação Jardim Oceânico / Barra da Tijuca se tornou a estação terminal da mesma na zona oeste, recebendo cerca de 91 mil passageiros por dia. Devido à distância entre o Jardim Oceânico e áreas como o Recreio dos Bandeirantes e os diversos bairros que compõem a região de Jacarepaguá, a prefeitura planeja construir uma extensão do corredor de Bus Rapid Transit (BRT) TransOeste entre a estação e o terminal de ônibus Alvorada, na área central da Barra da Tijuca, que reúne linhas de ônibus para essas e diversas outras localidades na cidade. Esse projeto sofre resistência por parte de associações de moradores da região e de vereadores da Câmara Municipal do Rio de Janeiro, os quais, apoiando-se em um parecer favorável à expansão da linha 4 emitido por técnicos do governo do estado, acusam a extensão do sistema BRT de não ser capaz de atender à demanda existente, de piorar as condições de tráfego e estacionamento no Jardim Oceânico e de ser uma solução temporária, que desperdiçaria recursos públicos. No mês de outubro de 2013 o Tribunal de Contas do Município do Rio de Janeiro adiou por prazo indefinido a licitação da extensão do BRT, apontando irregularidades técnicas, orçamentárias e ambientais no projeto, além da não realização de audiência pública para debate com a população.

## Acessos
A estação possui três acessos: 
Acesso A - Lagoa
Acesso B - Mar
Acesso C - Estação BRT